# Gourbeyrella alexisi
Gourbeyrella alexisi là một loài bọ cánh cứng trong họ Cerambycidae.